# Smrk (Reichensteiner Gebirge)
Der Smrk (deutsch Fichtlich) ist ein 1125,4 m n.m. hoher Berg in Tschechien. Sein Gipfel liegt 400 m von der Grenze zu Polen und ist der höchste Berg des Reichensteiner Gebirges.

## Geographie
Der Berg liegt fünf Kilometer nordwestlich des Ramsauer Sattels bzw. drei Kilometer nördlich von Petříkov (Peterswald) im äußersten Süden des Reichensteiner Gebirge. Nach Westen schließt sich der Hauptkamm des Bielengebirges an. Das Massiv des Smrk umfasst auch die Nebengipfel Luční vrch (Wiesenberg, 995 m), Brusek (Wetzsteinkamm, 1115 m) und Smrek (1107 m). Der zwei Kilometer südwestlich gelegene Doppelgipfel des Travná hora (Dornhauhübel, 1120 m) und Postawna (Formberg, 1110 m) ist der höchste Gipfel des Bielengebirges. 
400 Meter nordwestlich des Gipfels liegt in 1111 m der Dreigrenzpass (Przełęcz u Trzech Granic), das historische Dreiländereck zwischen Mähren, Schlesien und der Grafschaft Glatz.
Der vollständig bewaldete Berg gewährt nur an bestimmten Stellen, wie z. B. am Dreigrenzpass, Aussicht. Am Berg liegen die Schutzhütten Solná chata und Luční chata. Unterhalb der Solná chata liegt die Brousekquelle. Der Berg ist Kreuzungspunkt mehrerer Wanderwege.
Am Smrk entspringen die Flüsse Biała Lądecka (Landecker Biele), Staříč (Starritz), Stříbrný potok (Schlippwasser) und Branná (Bord).